# Tractat de Berlín (1926)
El Tractat de Berlín fou signat el 24 d'abril de 1926 a la ciutat de Berlín per part d'Alemanya i la Unió Soviètica, sent els signataris Gustav Stresemann i l'ambaixador extraordinari Nikolai Krestinski respectivament.
En virtut d'aquest tractat es garantia la neutralitat d'amdós països en la possibilitat d'un atac militar per part d'un d'aquests dos a un tercer país durant els següents cinc anys. El tractat fou propiciat pel recel soviètic a l'aproximació alemanya vers el Regne Unit i França per mitjà del Tractat de Locarno de 1925, reactivant així el Tractat de Rapallo de 1922. Malgrat la renovació d'aquest tractat l'any 1931 (ratificat pels dos països el 1933) les relacions entre els dos estats s'anaren refredant.

### Articles
- Crozier, Andrew J.. «The Failed Peace». A: The causes of the Second World War.  Blackwell Publishers, 1997, p. 67. ISBN 978-0-631-18601-4 [Consulta: 30 juliol 2009].
- Tucker, Robert C.. «THE DIPLOMACY OF RAPPROCHEMENT WITH GERMANY». A: Stalin in power: the revolution from above, 1928-1941. reprint.  W. W. Norton & Company, 1992, p. 227. ISBN 978-0-393-30869-3 [Consulta: 30 juliol 2009].
- Moss, Walter. «Soviet Foreign Policy, 1917–1941». A: A history of Russia. 2. 2a edició.  Anthem Press, 2005, p. 284. ISBN 978-1-84331-034-1 [Consulta: 30 juliol 2009].

### Llibres
- Akten zur deutschen auswärtigen Politik 1918-1945. Serie B, 1925–1933
- Документы внешней политики СССР. Том 9. 1 января — 31 декабря 1926 г. — М.: Политиздат, 1965